# SummerSlam (2015)
 (juillet 2015).
Si vous disposez d'ouvrages ou d'articles de référence ou si vous connaissez des sites web de qualité traitant du thème abordé ici, merci de compléter l'article en donnant les références utiles à sa vérifiabilité et en les liant à la section « Notes et références ».
L’édition 2015 de SummerSlam est une manifestation de catch (lutte professionnelle) télédiffusée et visible uniquement en paiement à la séance sur la chaîne de télévision française AB1 à 1h10, ainsi que sans supplément sur le WWE Network. L'événement, produit par la World Wrestling Entertainment (WWE), a eu lieu le 23 août 2015 au Barclays Center à New York, dans l'État de New York. Il s'agit de la vingt-huitième édition de SummerSlam. Nous avons récemment appris que les deux commentateurs français Christophe Agius et Philippe Chéreau auront leur propre table de commentateur aux bords du ring à Summerslam 2015.

## Contexte
Les spectacles de la WWE en paiement à la séance sont constitués de matchs aux résultats prédéterminés par les scénaristes de la WWE. Ces rencontres sont justifiées par des storylines — une rivalité avec un catcheur, la plupart du temps — ou par des qualifications survenues dans les émissions de la WWE telles que Raw, SmackDown, Superstars et Main Event. Tous les catcheurs possèdent une gimmick, c'est-à-dire qu'ils incarnent un personnage gentil ou méchant, qui évolue au fil des rencontres. Un pay-per-view comme SummerSlam est donc un événement tournant pour les différentes storylines en cours.

### The Undertaker contre Brock Lesnar
Lors de WrestleMania XXX, Brock Lesnar surprend tout le monde en battant l'Undertaker, mettant fin à la série d’invincibilité à WrestleMania de ce dernier. Un an et demi après les faits, lors de Battleground, Brock Lesnar affronte Seth Rollins pour le WWE World Heavyweight Championship. Alors que Rollins domine durant plusieurs minutes, Lesnar finit par prendre l'avantage mais le combat se termine en No Contest à la suite d'une intervention de l'Undertaker qui lui portera un coup bas, suivi d'un Chokeslam et de deux Tombstone Piledriver. Le lendemain à RAW, les deux hommes en viennent aux mains avant d'être séparé par la sécurité et tout le roster de la WWE. Puis il est annoncé que les deux hommes se feront face à Summerslam.

### Ryback contre Big Show contre The Miz
Lors de Battleground, Ryback a été annoncé pour défendre son titre Intercontinental contre Big Show et The Miz dans un Triple Threat match, mais le match a été annulé après que Ryback ait subi une blessure. Le 6 août, il a été annoncé sur WWE.com que le match avait été reportée à Summerslam.

### Roman Reigns et Dean Ambrose contre Bray Wyatt et Luke Harper
Lors de Battleground, Bray Wyatt bat Roman Reigns après que Luke Harper est intervenu pour attaquer Roman Reigns, pour réunir la Wyatt Family. Le 20 juillet à Raw, Dean Ambrose aide Roman Reigns en battant Harper par disqualification. Le 6 août à SmackDown, Roman Reigns défie Wyatt à un match par équipe à Summerslam, avec Roman Reigns et Dean Ambrose face a Wyatt & Harper, que Wyatt accepte.

### Team Bella contre Team B.A.D contre Team PCB
Le 18 juin à SmackDown, Alicia Fox s'est alliée avec The Bella Twins (Brie & Nikki Bella) en aidant Brie à gagner son match contre Paige, en nommant plus tard, leur équipe Team Bella. Le 13 juillet à Raw, Charlotte, Becky Lynch se sont alliées avec Paige, en nommant plus tard, leur équipe Team PCB, tandis que Sasha Banks s'est alliée avec Naomi et Tamina Snuka, en nommant plus tard, leur équipe Team B.A.D. Lors de Battleground, Charlotte bat Brie et Banks dans Triple Threat match. Le 10 août à Raw, il a été annoncé que la Team Bella, la Team PCB et la Team B.A.D s'affronteront les unes contre les autres dans un Triple Threat Tag Team Elimination match à Summerslam.

### The Prime Time Players contre The New Day contre The Lucha Dragons contre Los Matadores
Lors de Battleground, The Prime Time Players battent The New Day pour conserver leur titre par équipe. Le 20 juillet à Raw, Los Matadores battent The Prime Time Players après que The New Day distraient The Prime Time Players. Le 27 juillet à Raw, The Lucha Dragons battent Los Matadores. Le 30 juillet à SmackDown, Lucha Dragons et Los Matadores battent The New Day et The Ascension. Le 3 août à Raw, The New Day et The Ascension battent Lucha Dragons et Los Matadores dans un match de revanche. Le 6 août à SmackDown, The Prime Time Players font équipe avec Mark Henry pour battre The New Day. Le 10 août à Raw, The New Day battent Los Matadores. Il a ensuite annoncé sur WWE.com que The Prime Time Players défendront leurs titres par équipe contre The New Day, The Lucha Dragons et Los Matadores dans un Fatal-4-Way tag team match à Summerslam.

### "The Green Arrow" Stephen Amell et Neville contre King Barrett et Stardust
Le 25 mai à Raw, l'invité Stephen Amell défie Stardust avec son acolyte Neville. Le 13 juillet à Raw, Stardust bat Neville. Le 10 août à Raw, Stephen Amell était encore une fois l'invité spécial, Neville bat King Barrett, mais a ensuite été attaqué par Stardust. Stardust agresse Amell, qui a attaqué Stardust en retour. Amell et Neville ont convaincu Triple H de faire un Tag Team match à Summerslam opposant Stephen Amell et Nevile à Stardust et Barrett.

### John Cena contre Seth Rollins
Le 20 juillet à Raw, le champion des États-Unis John Cena défie le champion du monde poids-lourds de la WWE Seth Rollins pour un match de championnat. Seth refuse. Le 27 juillet à Raw, John Cena défie une fois de plus Rollins mais The Authority ordonne un combat John Cena vs Seth Rollins pour le titre des États-Unis. John Cena bat Rollins mais subit une fracture du nez pendant le match. Le 3 août à Raw, Rollins défie John Cena pour un "Winner Takes All" match (« le gagnant prend tout ») à Summerslam pour le WWE World Heavyweight Championship et le WWE United States Championship. Le 11 août à Tough Enough, John Cena accepte le défi de Rollins.

### Cesaro contre Kevin Owens
Le 18 juin à SmackDown, Kevin Owens bat Cesaro. Le 29 juin à Raw, Cesaro a battu le champion des États-Unis John Cena, mais a gagné par disqualification après avoir été attaqué par Owens donc ne remporte pas le titre. Le 20 juillet à Raw, Cesaro fait équipe avec Cena et Randy Orton pour battre Owens, Rusev et Sheamus. Le 23 juillet à SmackDown, Owens attaque Cesaro après son match contre Seth Rollins. Le 27 juillet à Raw, Cesaro attaque Owens après son match contre Randy Orton. Le 30 juillet à SmackDown, après qu'Owens ait attaqué Cesaro après son match de revanche contre Seth Rollins, Cesaro et Dean Ambrose battent Seth Rollins et Kevin Owens dans un match par équipe. Le 13 août à SmackDown, il a été annoncé que Cesaro ferait face à Owens à Summerslam.

### Randy Orton contre Sheamus
Lors de Battleground, Randy Orton bat Sheamus. Le 20 juillet à Raw, Randy Orton, John Cena et Cesaro battent Sheamus, Kevin Owens et Rusev. Le 27 juillet à Raw, Sheamus attaque Randy Orton lors de son match contre Owens. Le 3 août à Raw, Orton, Dean Ambrose et Roman Reigns battent Sheamus, Luke Harper et Bray Wyatt. Le 10 août à Raw, Randy Orton bat le champion du monde poils-lourd de la WWE Seth Rollins par disqualification après avoir été attaqué par Sheamus, donc ne remporte pas le titre. Sheamus a ensuite tenté d'encaisser sa mallette de Money in the Bank sur Seth Rollins, mais a été arrêté par Orton. Le 17 août, il a été annoncé sur le site de la WWE qu'Orton ferait face à Sheamus à l'événement.

### Dolph Ziggler contre Rusev
Le 18 mai à Raw, Lana a terminé son association avec Rusev et a commencé une relation avec Dolph Ziggler, faisant un Face Turn. Après avoir fait de nombreuses tentatives pour détacher Lana à Dolph Ziggler, Rusev a commencé à avoir une relation avec Summer Rae. Le 6 juillet à Raw, Rusev attaque Dolph Ziggler, blessant Ziggler à la gorge. Le 17 août à Raw, Ziggler fait son grand retour et attaque Rusev. La même nuit, il a été annoncé que Ziggler ferait face à Rusev à l'événement.

## Tableau de matchs
| #                                                                | Matchs | Stipulation                                                                                           | Durée |
| ---------------------------------------------------------------- | --- | --- | ----- |
| 1                                                                | Sheamus bat Randy Orton | Match simple                                                                                          | 12:28 |
| 2                                                                | The New Day (avec Xavier Woods) battent The Prime Time Players (c), The Lucha Dragons & Los Matadores (avec El Torito)                                | Fatal 4-Way Tag Team match pour les WWE Tag Team Championship                                         | 11:20 |
| 3                                                                | Dolph Ziggler (avec Lana) contre Rusev (avec Summer Rae) se termine en double décompte à l'extérieur                                                  | Match simple                                                                                          | 11:50 |
| 4                                                                | Neville et Stephen Amell battent King Barrett et Stardust                                                                                             | Match par équipe                                                                                      | 07:35 |
| 5                                                                | Ryback (c) bat The Miz et The Big Show | Triple Threat Match pour le WWE Intercontinental Championship                                         | 05:33 |
| 6                                                                | Dean Ambrose et Roman Reigns battent The Wyatt Family (Luke Harper et Bray Wyatt)                                                                     | Match par équipe                                                                                      | 10:55 |
| 7                                                                | Seth Rollins (c) bat John Cena (c) | Title vs. Title match pour le WWE World Heavyweight Championship et le WWE United States Championship | 19:44 |
| 8                                                                | Team PCB (Paige, Charlotte et Becky Lynch) battent Team Bella (Nikki et Brie Bella avec Alicia Fox) & Team B.A.D (Sasha Banks, Naomi et Tamina Snuka) | Elimination Tag Team match                                                                            | 15:20 |
| 9                                                                | Kevin Owens bat Cesaro | Match simple                                                                                          | 14:18 |
| 10                                                               | The Undertaker bat Brock Lesnar par K.O | Match simple                                                                                          | 17:50 |
| (c) désigne le(s) champion(s) défendant son titre dans le match. | | |       |

### Ordre d'élimination des superstars féminines
| Rang      | Équipe     | Manière                                                            |
| --------- | ---------- | ------------------------------------------------------------------ |
| 1.        | Team B.A.D | Éliminé par Brie Bella par un Bella Buster du haut de la 2e corde. |
| 2.        | Team Bella | Éliminé par Becky Lynch.                                           |
| Vainqueur | Team PCB   |                                                                    |